# 아시타카촌 (시즈오카현)
아시타카촌(일본어: 愛鷹村)은 일본 시즈오카현의 동부, 슨토군에 있던 촌이다. 현재의 누마즈시에 해당한다.

## 역사
- 1889년 4월 1일 - 정촌제 시행으로, 슨토군 다카네촌(鷹根村)이 발족.
- 1935년 8월 1일 - 다카네촌이 아시타카촌 으로 개칭.
- 1951년 1월 1일 - 누마즈시와 경계의 일부를 변경.
- 1955년 4월 1일 - 누마즈시에 편입되어 소멸.

## 교통

### 도로
- 1급국도 1호 (현 국도 제1호선)

## 참고문헌
- 『市町村名変遷辞典』東京堂出版、1990年。